# Riedt bei Neerach

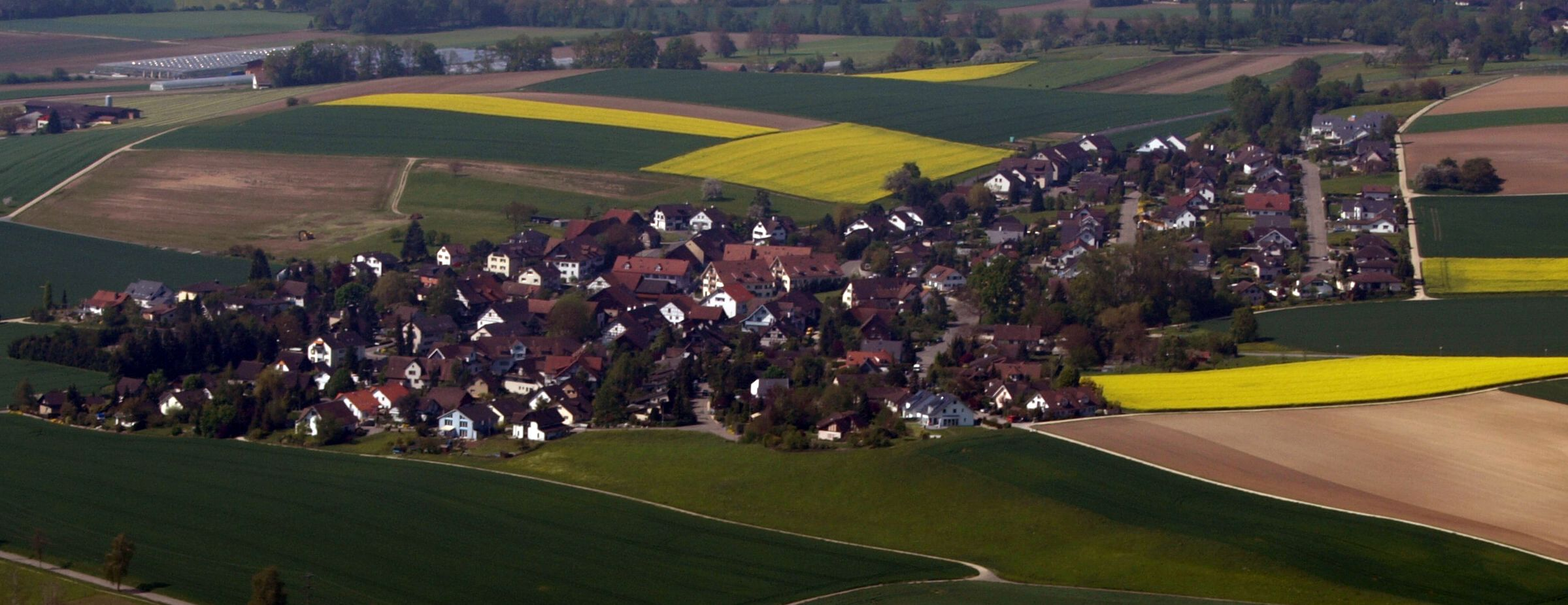
Luftbild von Riedt

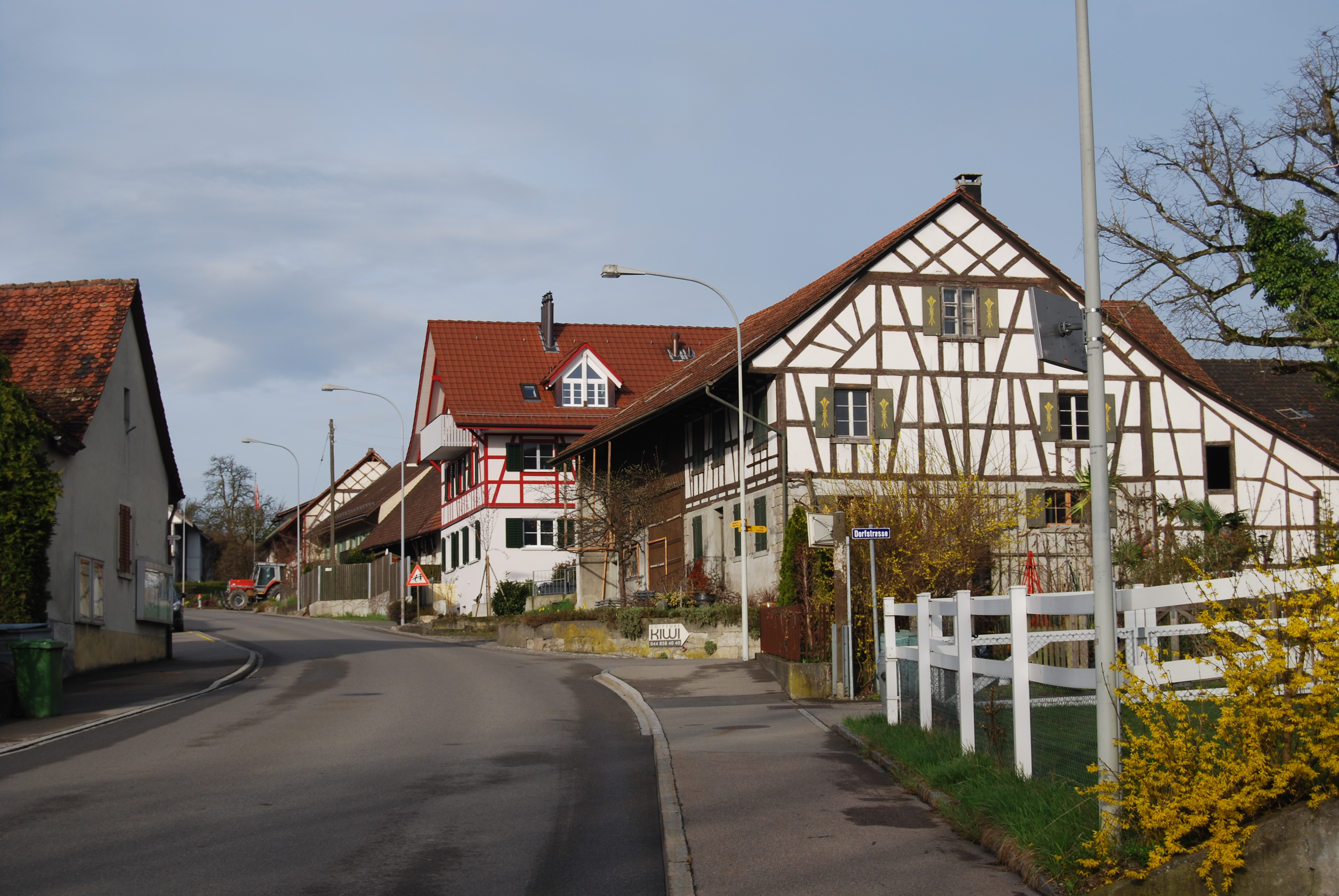
Dorfzentrum von Riedt

Riedt ist eine Ortschaft in der Gemeinde Neerach. Sie gehört zum Bezirk Dielsdorf des Kantons Zürich in der Schweiz.

## Verkehrsanbindung
Die Ortschaft liegt in der Nähe der Hauptstrasse von Dielsdorf durch das Neeracherried nach Bülach. Ein Postauto stellt die Verbindung nach Neerach bzw. Oberglatt sowie Steinmaur sicher.

## Neeracherried
Mit einer Fläche von 105 Hektar ist das Neeracherried eines der letzten grossen Flachmoore der Schweiz. Es wird regelmässig gemäht und in den Randzonen auch beweidet und bietet dadurch Lebensraum für unzählige Vögel, Pflanzen, Amphibien und Reptilien. Schottische Hochlandrinder geben dem Ried seit einigen Jahren ein besonderes Gepräge.
Die Fläche des Rieds stand im Gemeinbesitz der Anstössergemeinden. Die älteste erhaltene Urkunde im Gemeindearchiv Neerach datiert von 1528 und betrifft Streitigkeiten zwischen Neerach, Riedt und Höri um die gemeinsame Allmend. Diese liessen sich nie mehr ganz beilegen. Es gab daher immer wieder Bestrebungen seitens Neerach und Riedt, die gemeinsame Riedfläche zu beschneiden oder gar ganz aufzuteilen. Der Gemeinde Höri gelang es mehrmals, solche Vorhaben zu stoppen. Erst im Sommer 1800 erfolgte die endgültige Aufteilung des Rieds, das heute zum Gebiet der Gemeinden Neerach, Höri und Niederglatt gehört.

## Sehenswürdigkeiten
- Alter Dorfkern
- Naturschutzzentrum Neeracherried des Schweizerischen Vogelschutzes in einem Holzhaus am Rand des Rieds, eröffnet 1999.